# Караджа, Стефан
Стефан Караджа (болг. Стефан Караджа, настоящие имя и фамилия — Стефан Тодоров Димов болг. Стефан Тодоров Димов; 11 мая 1840, Ичме, Османская империя (ныне Стефан-Караджово Ямболской области Болгарии) — 30 июля 1868, г.
Русе) — болгарский национальный герой, революционер, участник национально-освободительного движения в Болгарии и Румынии, видный лидер восстания против Османской империи. Гайдукский воевода.

## Биография
Родился в крестьянской семье. По некоторым данным его далёким предком был легендарный Момчил Воевода.
В 1861 эмигрировал в Сербию, где в 1862 году был одним из основателей и участником в Первой Болгарской легии. Выполняя задания революционеров, несколько раз пересекал Дунай из Валахии. В июне 1862 году участвовал в штурме Белградской крепости, занятой турецким гарнизоном. 
После роспуска легии в сентябре 1862 года продолжал вести активную борьбу против турок. В 1867 году он присоединился ко Второму Болгарскому легиону, который оставил в следующем году, прежде чем вернуться в Румынию, где имел встречу с Хаджи Димитром. В Румынии включился в активную борьбу против турок, вступил в болгарскую революционную организацию, созданную Георгием Раковским с целью национального восстания и формирования отрядов, отправки их в Болгарию для проведения боевых действий против османов. 21 мая 1865 на квартире у Г. Раковского была сформирована чета, в которую первыми записались Хаджи Димитр и Стефан Караджа. В июне 1865 отряд переправился через Дунай и ушёл в горы, где разделился на три отдельные небольшие четы во главе с Желю Воеводой, Стефаном Караджа и Хаджи Димитром.
В июле 1868 возглавляемый им и Хаджи Димитром партизанский отряд (чета) из 129 человек в сражении с превосходящими османскими силами был разбит (между г. Свиштов и Русе, в устье реки Янтры). С. Караджа был тяжело ранен и взят в плен.
Полуживым предстал перед чрезвычайным турецким судом, созванным Мидхат-пашой, и приговорён к смертной казни через повешение, но умер от ран ещё до казни в городе Русе.

## Память
- В честь революционера были названы многие школы, училища, стадионы, библиотеки, улицы, футбольный клуб, несколько сёл (в частности, в Варненской, Добрицкой, Силистренской областях, села в котором родился герой переименовано в Стефан-Караджово).
- В честь Стефана Караджа назван горный пик на Антарктическом полуострове.
- Его изображение было воспроизведено на нескольких болгарских почтовых марках.
- В честь его памяти установлены несколько памятников, написаны песни и рассказы, в частности, «Эпопея забытых» Ивана Вазова.